# Färöische Fußballnationalmannschaft (U-19-Frauen)
Die färöische U-19-Fußballnationalmannschaft der Frauen repräsentiert die Färöer im internationalen Frauenfußball. Die Nationalmannschaft untersteht dem Fótbóltssamband Føroya und wird von Pætur Smith Clementsen trainiert.
Die U-19-Auswahl bestritt 1997 ihr erstes Pflichtspiel und nimmt seither an der Qualifikation für die U-19-Europameisterschaft für die Färöer teil. Bislang konnte sich das Team jedoch nie für eine EM-Endrunde qualifizieren und scheiterte häufig schon in der ersten Qualifikationsrunde. Entsprechend nahmen die Färöer auch noch nie an einer Weltmeisterschaft in dieser Altersklasse teil.

## Turnierbilanz

### Europameisterschaft
| Jahr   | Gastgeber      | Platzierung        |
| ------ | -------------- | ------------------ |
| 1998   | mehrere        | nicht qualifiziert |
| 1999   | Schweden       | nicht qualifiziert |
| 2000   | Frankreich     | nicht qualifiziert |
| 2001   | Norwegen       | nicht qualifiziert |
| 2002   | Schweden       | nicht qualifiziert |
| 2003   | Deutschland    | nicht qualifiziert |
| 2004   | Finnland       | nicht qualifiziert |
| 2005   | Ungarn         | nicht qualifiziert |
| 2006   | Schweiz        | nicht qualifiziert |
| 2007   | Island         | nicht qualifiziert |
| 2008   | Frankreich     | nicht qualifiziert |
| 2009   | Belarus        | nicht qualifiziert |
| 2010   | Nordmazedonien | nicht qualifiziert |
| 2011   | Italien        | nicht qualifiziert |
| 2012   | Türkei         | nicht qualifiziert |
| 2013   | Wales          | nicht qualifiziert |
| 2014   | Norwegen       | nicht qualifiziert |
| 2015   | Israel         | nicht qualifiziert |
| 2016   | Slowakei       | nicht qualifiziert |
| 2017   | Nordirland     | nicht qualifiziert |
| 2018   | Schweiz        | nicht qualifiziert |
| 2019   | Schottland     | nicht qualifiziert |
| 2020 1 | Georgien 1     | – 1                |
| 2021 1 | Belarus 1      | – 1                |
| 2022   | Tschechien     | nicht qualifiziert |
| 2023   | Belgien        | nicht qualifiziert |

## Spielerinnen

### Rekordspielerinnen
| Rang | Name                 | Einsätze | Tore | Zeitraum  |
| ---- | -------------------- | -------- | ---- | --------- |
| 01.  | Malena Olsen         | 15       | 7    | 2021–2023 |
| 01.  | Jónvá Hentze         | 15       | 2    | 2014–2016 |
| 01.  | Durita Hummeland     | 15       | 2    | 2014–2016 |
| 01.  | Elisabet Vang        | 15       | 1    | 2014–2016 |
| 01.  | Sarita Petersen      | 15       | 0    | 2021–2023 |
| 06.  | Milja Simonsen       | 14       | 9    | 2014–2015 |
| 06.  | Evy á Lakjuni        | 14       | 6    | 2014–2016 |
| 06.  | Arnborg Lervig       | 14       | 1    | 2014–2015 |
| 06.  | Kristina Gásdal      | 14       | 0    | 2021–2023 |
| 10.  | Hjørdis Rasmusdóttir | 13       | 4    | 2014–2016 |
| 10.  | Lív Arge             | 13       | 0    | 2014–2015 |

(Stand: 10. Juni 2023)
Jüngste eingesetzte Spielerin war Birita Nielsen mit 14 Jahren und 11 Monaten.

### Rekordtorschützinnen
| Rang | Name                  | Tore | Einsätze | Zeitraum  |
| ---- | --------------------- | ---- | -------- | --------- |
| 01.  | Milja Simonsen        | 9    | 14       | 2014–2015 |
| 02.  | Lisa Haraldsen        | 7    | 7        | 2022–0000 |
| 02.  | Malena Olsen          | 7    | 15       | 2021–2023 |
| 04.  | Evy á Lakjuni         | 6    | 14       | 2014–2016 |
| 05.  | Heidi Sevdal          | 4    | 9        | 2005–2007 |
| 05.  | Hjørdis Rasmusdóttir  | 4    | 13       | 2014–2016 |
| 07.  | Sarita Maria Mittfoss | 3    | 11       | 2016–2018 |

(Stand: 10. Juni 2023)
Jüngste Torschützin ist Julia Naomi Mortensen mit 15 Jahren und 9 Monaten.